# Funisciurus lemniscatus
Espèce
Statut de conservation UICN

 LC  : Préoccupation mineure
Le funisciure rayé (Funisciurus lemniscatus) est une espèce de la famille des sciuridés. C'est une sorte d’écureuil arboricole africain qui se distingue par le dos brun olive traversé par quatre raies longitudinales noires et trois plus claires. Sa couleur générale est le vert olive. 
Il mesure entre 15 et 20 cm de long jusqu'au début de la queue, cette dernière faisant entre 13 et 20 cm environ. Il ne pèse pas plus de 200 g. 
Il vit dans les forêts de basse altitude du bassin congo-gabonais.

## Liste des sous-espèces
Selon ITIS (2 juin 2016) :
- Funisciurus lemniscatus lemniscatus (Le Conte, 1857)
- Funisciurus lemniscatus mayumbicus Kershaw, 1923